# Na sprzedaż
Na sprzedaż (ang. Everything Must Go) – amerykański komediodramat z 2010 roku oparty na scenariuszu i reżyserii Dana Rusha. Wyprodukowany przez Lionsgate i Roadside Attractions.
Premiera filmu miała miejsce 10 września 2010 roku podczas 35. Międzynarodowego Festiwalu Filmowego w Toronto. Osiem miesięcy później premiera filmu odbyła się 13 maja 2011 roku w Stanach Zjednoczonych.

## Opis fabuły
Nick Halsey (Will Ferrell) ma słabość do alkoholu. Traci pracę, a żona wyrzuca go z domu. Mężczyzna postanawia spędzić kolejne dni na piciu piwa w fotelu, nie ruszając się z przydomowego trawnika. Udaje podwórkową wyprzedaż. Wkrótce poznaje ludzi, dzięki którym zmienia swoje życie.

## Obsada
- Will Ferrell jako Nick Halsey
- Rebecca Hall jako Samantha
- Michael Peña jako Frank Garcia
- Christopher "C.J." Wallace jako Kenny
- Glenn Howerton jako Gary
- Stephen Root jako Elliot
- Laura Dern jako Delilah